# Serenata en re major (Beethoven)
La Serenata en re major per a violí, viola i violoncel, Op. 8 és un trio de corda de Ludwig van Beethoven. Fou composta entre 1795 i 1796, i publicada el 1797 per Artaria a Viena. L'obra també se la coneix com a Trio de corda núm. 2.
El període de composició coincideix amb la Sonata a quatre mans (op. 6) i Sonata per a piano núm. 4. Fou publicada per Artaria l'octubre de 1797 amb el títol en italià : «Serenata per Violino, Viola e Violocelle / Luiggi Van Beethoven / Opera VIII ». El diari austríac Wiener Zeitung va anunciar la seva edició el 7 d'octubre de 1797.
L'obra va tenir molt èxit, sobretot gràcies al seu Allegretto alla Polacca molt apreciat en l'ambient musical vienès de l'època.

## Anàlisi musical
L'obra està dividida en sis parts :
1. Marcia (re major): Allegro, en compàs 4/4 (34 compassos) - Adagio, en compàs 3/4 (67 compassos).
2. Menuetto, Allegretto, en compàs 3/4 i re major (48 compassos).
3. Adagio-Scherzo: Allegro molto-Adagio-Allegro molto-Adagio" en compàs 3/4 i re major (105 compassos).
4. Allegretto alla Polacca, en compàs 3/4 i fa major (112 compassos).
5. Tema con Variazioni. Variació 1 - Variació 2 - Variació 3 - Variació 4 (2/4) - Allegro (6/8) - Tempo I (2/4). En re major (141 compassos).
6. Marcia, Allegro, en compàs 4/4 i re major (34 compassos).

L'obra dura aproximadament 30 minuts. Els tres instruments tenen una importància pràcticament similar. Beethoven concedeix una gran importància al ritme i a les oposicions de tempo, des del primer moviment (Marcia). El contrast entra viu i lent s'inscriu en l'escriptura musical amb ritmes característics i trinats de corxeres.